# イシシャコ
イシシャコ（石鷓鴣、学名：Ptilopachus petrosus）は、キジ目キジ科に分類される鳥類の一種である。本種1種でイシシャコ属を形成する。最新の研究結果に基づき、本種をナンベイウズラ科に移し、またイシシャコ属にコンゴモリシャコ(Francolinus nahani)も含む説が出されている。この場合属名は記載の古いイシシャコのPtilopachus が優先される。(イシシャコは1789年が初出、コンゴモリシャコは1905年が初出)

## 分布
アフリカ中東部（ガンビアからカメルーン、スーダン、エチオピア、ザイールからケニア）に分布する。

## 形態
体長24-28cm。雌雄同色である。全体に暗い褐色で、頭部から翼にかけて不明瞭な白い斑がある。尾羽は14枚。脚は赤く、嘴は濃い灰色か暗い褐色である。足に距はない。

## 生態
岩石の多い丘陵地帯に、番いか家族群で生息する。尾羽を上下させながら岩の上を走り回る姿がよく観察される。
繁殖期は12月頃で、地上の窪みに枯れ草などを敷いて営巣する。1腹4-6個の卵を産む。

## 亜種
以下の4亜種に分類される。
- Ptilopachus petrosus petrosus
- Ptilopachus petrosus brehmi
- Ptilopachus petrosus major
- Ptilopachus petrosus florentiae